# Герлах I фон Изенбург-Аренфелс
Герлах I фон Изенбург-Аренфелс (на немски: Gerlach I von Isenburg-Arenfels; fl 1246 – 1303; † 1303 или по-късно), е господар на Изенбург-Аренфелс.

## Произход
Той е най-възрастният син на Хайнрих II фон Изенбург († 1278) и съпругата му Мехтилд фон Хохщаден († сл. 1264), дъщеря на граф Лотар I фон Аре-Хохщаден‎ († 1222) и Мехтилд фон Вианден († 1241). Майка му е сестра на Конрад фон Хохщаден, архиепископ на Кьолн (1238 – 1261).
Линията Изенбург-Аренфелс свършва през 1371 г.

## Фамилия
Герлах I се жени пр. 5 януари 1252 г. за Елизабет фон Клеве († сл. 25 май 1283), дъщеря на граф Дитрих фон Клеве-Динслакен († 1244) и принцеса Елизабет де Брабант († 1272), дъщеря на херцог Хендрик I де Брабант. Те имат децата:
- Дитрих I († 1334), господар на част от Изенбург, ½ Гренцау и замък Хершбах, женен за Хедвиг фон Изенбург († 1331), дъщеря на Салетин II фон Изенбург
- Маргарета (fl 1292 – 1302), омъжена пр. 11 август 1292 г. за граф Дитрих III фон Мьорс († 1307)
- Йохан I (* ок. 1303), господар на Аренфелс, женен I. за Катарина N (fl 1306), II. за Юта фон Аршайд (fl 1324/86)
- Герлах, каноник в Трир и др. (fl 1295 – 1307)
- Елизабет (fl 1319 – 1366), омъжена пр. 1300 г. за бургграф Йохан II фон Райнек
- Хайнрих